# Borut Zagoranski
Borut Zagoranski, slovenski harmonikar in pedagog, * 10. marec 1980, Ptuj. 

## Življenjepis
Svojo glasbeno pot je začel na Glasbeni šoli Karol Pahor v rodnem mestu in jo nadaljeval na Konservatoriju za glasbo in balet v Mariboru. Diplomiral je leta 2002 na Glasbeni akademiji v Pulju, Univerza Juraja Dobrile v Pulju (Hrvaška) in istega leta prejel rektorjevo nagrado za najboljšega študenta. Podiplomski študij (Postgraduate Diploma in Performance) na Kraljevi akademiji za glasbo v Londonu je zaključil leta 2006 s koncertom, za katerega je prejel najvišji certifikat za koncertno dejavnost (Royal Academy of Music Diploma).
Njegovi mentorji so bili Marjetka Babić, Slavko Magdić in Owen Murray, izpopolnjeval pa se je tudi pri drugih eminentnih glasbenikih in pedagogih harmonike. 
Je zmagovalec in nagrajenec številnih državnih in mednarodnih tekmovanj za harmoniko.  
Leta 1998 je bil kot predstavnik Republike Slovenije finalist tekmovanja »Eurovision Grand Prix for Young Musicians« na Dunaju. Je tudi dobitnik  prestižne nagrade »Friends of the Royal Academy of Music Wigmore Award« leta 2006. 
Sodeloval je na uglednih mednarodnih festivalih,  kot so ISCM World Days of Music, ISCM Musica Danubiana, Aldeburgh Festival, Norfolk & Norwich Festival, Highgate Music Festival, Glasbeni september Maribor. Kot solist je nastopil z orkestri, kot so Simfonični orkester avstrijskega radia ORF, London Sinfonietta, Slovenska filharmonija, Simfonični orkester SNG Maribor. Sodeloval je z dirigenti, kot so Dennis Russell Davies, Lalo Schifrin, Pablo Zinger, Marko Letonja ter se pojavil na odrih znamenitih dvoran, med njimi Wigmore Hall v Londonu, Wiener Konzerthaus in Konzerthaus Berlin, Benaroya Hall v Seattlu. 
Je član žirij na mednarodnih tekmovanjih, recenzent  strokovnih publikacij in avtor visokošolskih učnih načrtov za harmoniko. Predava  harmoniko, komorno igro, specialno didaktiko in vodi harmonikarski orkester na Akademiji za glasbo, Univerza v Ljubljani ter na Glasbeni akademiji v Pulju, Univerza Juraja Dobrile v Pulju. Kot gostujoči profesor je bil povabljen na glasbene akademije v Gdansku in Lodzu (Poljska), Vilniusu (Litva), Bratislavi (Slovaška), Trstu (Italija). Od leta 2014 je pridružen član Kraljeve akadmeije za glasbo v Londonu (Associate of Royal Academy of Music).

## Dela
- Lestvice za harmoniko (Scales for accordion), Akademija za glasbo 2016. ISMN 979-0-709057-13-9 Arhivirano 2016-03-04 na Wayback Machine.
- Vrijeme za pamćenje: Dva desetljeća studija klasične harmonike u Hrvatskoj, Univerza Juraja Dobrile v Pulju 2014. ISBN 978-953-7498-78-8